# Hoplia lishana
Hoplia lishana är en skalbaggsart som beskrevs av Miyake 1986. Hoplia lishana ingår i släktet Hoplia och familjen Melolonthidae. Inga underarter finns listade i Catalogue of Life.